# ラトビア海軍艦艇一覧
ラトビア海軍艦艇一覧は、ラトビア共和国海軍が過去保有した、または現在保有する、または将来保有する予定の、未完成・計画中止を含めた歴代艦艇一覧である。
凡例

## 現有勢力（2024年現在）
- 国防予算：8億5,200万ドル[1]
- 海軍人員：550名（コースト・ガードを含む）[1]
- 艦船隻数：12隻（排水量20t以上）[1]

哨戒艇×5
掃海艇×5
掃海指揮艦×1
輸送/練習艦×1
- 航空機数：4機[1]

陸上ヘリコプター×4
- コースト・ガード：船艇1隻[1]

## 艦艇一覧（近代海軍）

### 潜水艦

#### 通常動力型潜水艦
- 潜水艦
- 『ロニス』型 - 2隻

ロニス、スピドラ

### 機雷戦艦艇

#### 掃海艦艇
掃海艇
- ヴィルサイティス (掃海艇)[2] - 1隻
- Viesturs級 - 2隻

Viesturs、Imanta

### 哨戒艦艇

#### 哨戒・警備艦艇
哨戒艇

### 補助艦艇

#### その他
測量艦
- Hidrografs[3] - 1隻

砕氷艦
- Varonis[4] - 1隻
- Lacplesis[5] - 1隻